# Зємовіт Щерек
Зємо́віт Ципріан Ще́рек (пол. Ziemowit Cyprian Szczerek, нар. 10 квітня 1978 у Радомі) — польський журналіст, письменник і перекладач. Співпрацює з часописами "Polityka" та "Nowa Europa Wschodnia".

## Біографія
Закінчив факультет права в Яґеллонському університеті, а також аспірантуру з політології. Цікавиться Східною Європою, альтернативною історією, ґонзо-літературою, подорожньою літературою та журналістикою. Живе в Кракові.
Є автором першого в Польщі перекладу "Дербі в Кентуккі: занепад і мерзота" Гантера Томпсона, багатьох наукових публікацій з політології (на тему сепаратизмів і регіоналізмів у Європі), а також співавтором книжки "Paczka Radomskich". Його книги "Прийде Мордор і нас з'їсть" та "Тату з тризубом" є художніми репортажами на тему України. 
Його книжки неодноразово було номіновано на різні нагороди (зокрема, "Ніке" та "Анґелус"). 

## Публікації
- Paczka radomskich, 2010 (разом із Марціном Кемпою).
- Przyjdzie Mordor i nas zje, czyli tajna historia Słowian, 2013 (номінація на "Ніке" 2014, "Paszport «Polityki»" 2013 в категорії література)
- Rzeczpospolita zwycięska, 2013.
- Siódemka, 2014 (номінація на "Алґелус" 2015).
- Mur. 12 kawałków o Berlinie, 2015 (текст Iś bin ajn Berliner разом із Каєю Путо)
- Hawaikum. W poszukiwaniu istoty piękna, 2015 (текст Polskie kolonie zamorskie)
- Tatuaż z tryzubem, 2015, (номінація на "Ніке" 2016).
- Międzymorze. Podróże przez prawdziwą i wyobrażoną Europę Środkową, 2017.
- Siwy dym albo pięć cywilizowanych plemion, 2018
- Via Carpatia. Podróże po Węgrzech i Basenie Karpackim, 2019
- Cham z kulą w głowie, 2020

Українські переклади
- Прийде Мордор і нас з'їсть, Темпора, 2014 (пер. Андрій Бондар).
- Сімка, Темпора, 2016 (пер. Андрій Бондар).